# Systole merawensis
Systole merawensis är en stekelart som beskrevs av Abdul-rassoul 1990. Systole merawensis ingår i släktet Systole och familjen kragglanssteklar.
Artens utbredningsområde är Irak. Inga underarter finns listade i Catalogue of Life.